# Église de l'Assomption-de-Marie de La Nouvelle-Orléans
L’église de l’Assomption-de-Marie (en anglais : St. Mary’s Assumption Church), aussi connue comme sanctuaire Bienheureux-François-Xavier-Seelos, est une église située à La Nouvelle-Orléans dans l’État de Louisiane aux États-Unis, que l’Église catholique rattache à la paroisse Saint-Alphonse de l’archidiocèse de La Nouvelle-Orléans.
L’église est dédiée à l’Assomption, et le sanctuaire au bienheureux François-Xavier Seelos, un missionnaire allemand du XIXe siècle décédé à La Nouvelle-Orléans et béatifié en 2000. La Conférence des évêques catholiques des États-Unis l’a désigné sanctuaire national. Elle est classée National Historic Landmark depuis 1971 (no 71000361,).
L’église a été construite en 1858 pour la communauté allemande (et consacrée en 1860) ; l’église Saint-Alphonse (en) (St. Alphonsus Church), située dans le bloc voisin, pour l’irlandaise ; et l’église Notre-Dame-de-Bon-Secours (National Votive Shrine of Our Lady of Prompt Succor) — aussi reconnue sanctuaire national — pour la francophone.
L’édifice est abimé au passage de l’ouragan Katrina en 2005, et des fonds sont régulièrement réunis depuis pour sa restauration,,.